# Al Dhaferah
M/S Al Dhaferah, tidigare Fulk Al Salamah, är ett fartyg som är tillverkat av Bremer Vulkan i Tyskland. Hon levererades 1987 till Oman som ett örlogsfartyg av varianten landstigning och med namnet Fulk Al Salamah. I ett senare skede beslutade man att överföra fartyget till den regerande sultanen Qabus ibn Saids fartygsflotta och ha det som ett stödfartyg till dennes andra fartyg, som bland annat megayachten Al Said. 2016 fick fartyget sitt nuvarande namn efter att man hade fått levererat en ny megayacht som fick namnet Fulk Al Salamah.
Al Dhaferah designades av Burness Corlett Three Quays. Fartyget är 136,33 meter långt och har kapacitet för upp till 266 passagerare. Fartyget har också en besättning på 133 besättningsmän samt två helikoptrar..